# FIDE Grand Prix 2014-2015
Il FIDE Grand Prix 2014-2015 è stato un ciclo di quattro tornei scacchistici organizzati dalla FIDE, validi come qualificazione al campionato del mondo 2016. È stato vinto da Fabiano Caruana.
Vi hanno preso parte 16 giocatori (selezionati in base ai risultato nel precedente ciclo mondiale e attraverso il rating), ognuno dei quali ha partecipato a tre tornei; la classifica finale è stabilita attraverso un sistema di punteggio basato sui piazzamenti ottenuti nei vari tornei. I primi due classificati del Grand Prix (Caruana e Hikaru Nakamura) si sono qualificati per il torneo dei candidati, il cui vincitore guadagna l'accesso al campionato del mondo.

## Formato e regolamento
Al Grand Prix hanno partecipano 16 giocatori; ogni torneo si è svolto con la formula del girone all'italiana, con 12 partecipanti, e ogni scacchista ha partecipato a tre tornei. La classifica del Grand Prix è determinata da punti basati sui piazzamenti nei singoli tornei: il vincitore di ogni torneo ha ottenuto 170 punti, il secondo classificato 140, il terzo 110, il quarto 90 e in seguito scalando di 10 punti per ogni posizione; in caso di parità, i punti corrispondenti al piazzamento vengono divisi, senza considerare alcun sistema di spareggio. Questa formula rappresenta un cambiamento rispetto alle prime due edizioni del due Grand Prix (2008-2010 e 2012-2013), che erano formate da sei tornei; ogni giocatore partecipava a quattro di essi e scartava il peggior risultato.
In caso di parità nella classifica totale, si sarebbero applicati, nell'ordine, i seguenti spareggi:
- numero di punti ottenuti nei tre tornei;
- numero di vittorie;
- numero di vittorie col nero;
- sorteggio.

I quattro tornei si sono svolti in quattro località differenti:
- Baku, 1°-15 ottobre 2014;
- Tashkent, 20 ottobre-3 novembre 2014;
- Tbilisi, 14-27 febbraio 2015;
- Chanty-Mansijsk, 14-26 maggio 2015.

Il tempo di riflessione è stato di 120 minuti per le prime 40 mosse, 60 minuti per le successive 20 e 15 minuti per finire, con un incremento di 30 secondi a mossa a partire dalla sessantunesima. Era vietato ai giocatori parlare tra di loro durante una partita, e i giocatori non potevano accordarsi per la patta prima della 30ª mossa; in caso di tripla ripetizione della posizione o di stallo, l'arbitro era l'unico autorizzato a dichiarare la patta anche prima della trentesima mossa.
La tappa di Tbilisi era originariamente prevista a Teheran; il 15 ottobre 2014, subito dopo il termine del torneo di Baku, la FIDE ha annunciato il cambio di sede, che ha anche comportato l'esclusione di Ehsan Ghaem Maghami (nominato dagli organizzatori di Teheran) in favore di Baadur Jobava; il quarto torneo era originariamente previsto a Mosca.

### Qualificati
| Giocatore              | Nazione     | Metodo di qualificazione                 |
| ---------------------- | ----------- | ---------------------------------------- |
| Dmitrij Andrejkin      | Russia      | semifinalisti della Coppa del Mondo 2013 |
| Evgenij Tomaševskij    | Russia      | semifinalisti della Coppa del Mondo 2013 |
| Maxime Vachier-Lagrave | Francia     | semifinalisti della Coppa del Mondo 2013 |
| Fabiano Caruana        | Italia      | media Elo (maggio 2013-aprile 2014)      |
| Aleksandr Griščuk      | Russia      | media Elo (maggio 2013-aprile 2014)      |
| Hikaru Nakamura        | Stati Uniti | media Elo (maggio 2013-aprile 2014)      |
| Sergej Karjakin        | Russia      | media Elo (maggio 2013-aprile 2014)      |
| Leinier Domínguez      | Cuba        | media Elo (maggio 2013-aprile 2014)      |
| Şəhriyar Məmmədyarov   | Azerbaigian | media Elo (maggio 2013-aprile 2014)      |
| Boris Gelfand          | Israele     | media Elo (maggio 2013-aprile 2014)      |
| Pëtr Svidler           | Russia      | media Elo (maggio 2013-aprile 2014)      |
| Dmitrij Jakovenko      | Russia      | nominati dagli organizzatori             |
| Teymur Rəcəbov         | Azerbaigian | nominati dagli organizzatori             |
| Rustam Qosimdjonov     | Uzbekistan  | nominati dagli organizzatori             |
| Baadur Jobava          | Georgia     | nominati dagli organizzatori             |
| Anish Giri             | Paesi Bassi | nominato dal presidente FIDE             |

Degli aventi diritto, Magnus Carlsen, Viswanathan Anand, Veselin Topalov, Lewon Aronyan e Vladimir Kramnik hanno rinunciato a partecipare, venendo sostituiti dai successivi giocatori con media Elo più alta.

## Risultati
In grassetto sono riportati i punteggi dei vincitori dei singoli tornei.
| Giocatore              | Elo (settembre 2014) | Baku | Tashkent | Tbilisi | Chanty-Mansijsk | Totale |
| ---------------------- | -------------------- | ---- | -------- | ------- | --------------- | ------ |
| Fabiano Caruana        | 2801                 | 155  | 75       | —       | 140             | 370    |
| Hikaru Nakamura        | 2782                 | 82   | 125      | —       | 140             | 347    |
| Dmitrij Jakovenko      | 2747                 | —    | 30       | 140     | 140             | 310    |
| Evgenij Tomaševskij    | 2701                 | 82   | —        | 170     | 30              | 282    |
| Boris Gelfand          | 2748                 | 155  | 15       | —       | 85              | 255    |
| Şəhriyar Məmmədyarov   | 2756                 | 35   | 125      | 75      | —               | 235    |
| Sergej Karjakin        | 2777                 | 82   | 75       | —       | 55              | 212    |
| Teymur Rəcəbov         | 2717                 | 50   | 50       | 110     | —               | 210    |
| Dmitrij Andrejkin      | 2722                 | 20   | 170      | 10      | —               | 200    |
| Aleksandr Griščuk      | 2789                 | 82   | —        | 40      | 55              | 177    |
| Anish Giri             | 2758                 | —    | 40       | 75      | 55              | 170    |
| Leinier Domínguez      | 2756                 | 10   | —        | 75      | 85              | 170    |
| Pëtr Svidler           | 2732                 | 82   | —        | 20      | 55              | 157    |
| Baadur Jobava          | 2708                 | —    | 75       | 40      | 20              | 135    |
| Rustam Qosimdjonov     | 2706                 | 35   | 15       | 75      | —               | 125    |
| Maxime Vachier-Lagrave | 2768                 | —    | 75       | 40      | 10              | 125    |

### Baku
Il torneo di Baku è stato disputato dal 2 al 14 ottobre 2014. È stato di categoria XX (media Elo 2753).
| Pos. | Giocatore            | Elo (ottobre 2014) | 1 | 2 | 3 | 4 | 5 | 6 | 7 | 8 | 9 | 10 | 11 | 12 | Tot. | Punti GP |
| ---- | -------------------- | ------------------ | - | - | - | - | - | - | - | - | - | -- | -- | -- | ---- | -------- |
| 1-2  | Fabiano Caruana      | 2844               | - | ½ | 1 | 0 | 1 | ½ | ½ | ½ | 1 | ½  | 0  | 1  | 6,5  | 155      |
| 1-2  | Boris Gelfand        | 2748               | ½ | - | ½ | 1 | ½ | ½ | ½ | 1 | 0 | ½  | 1  | ½  | 6,5  | 155      |
| 3-7  | Sergej Karjakin      | 2767               | 0 | ½ | - | ½ | ½ | ½ | 1 | ½ | ½ | ½  | ½  | 1  | 6    | 82       |
| 3-7  | Aleksandr Griščuk    | 2797               | 1 | 0 | ½ | - | ½ | ½ | ½ | 0 | ½ | 1  | ½  | 1  | 6    | 82       |
| 3-7  | Pëtr Svidler         | 2732               | 0 | ½ | ½ | ½ | - | ½ | ½ | ½ | 1 | ½  | ½  | 1  | 6    | 82       |
| 3-7  | Evgenij Tomaševskij  | 2701               | ½ | ½ | ½ | ½ | ½ | - | ½ | ½ | ½ | ½  | 1  | ½  | 6    | 82       |
| 3-7  | Hikaru Nakamura      | 2764               | ½ | ½ | 0 | ½ | ½ | ½ | - | ½ | ½ | 1  | 1  | ½  | 6    | 82       |
| 8    | Teymur Rəcəbov       | 2726               | ½ | 0 | ½ | 1 | ½ | ½ | ½ | - | ½ | ½  | ½  | ½  | 5,5  | 50       |
| 9-10 | Şəhriyar Məmmədyarov | 2764               | 0 | 1 | ½ | ½ | 0 | ½ | ½ | ½ | - | ½  | ½  | ½  | 5    | 35       |
| 9-10 | Rustam Qosimdjonov   | 2706               | ½ | ½ | ½ | 0 | ½ | ½ | 0 | ½ | ½ | -  | 1  | ½  | 5    | 35       |
| 11   | Dmitrij Andrejkin    | 2722               | 1 | 0 | ½ | ½ | ½ | 0 | 0 | ½ | ½ | 0  | -  | 1  | 4,5  | 20       |
| 12   | Leinier Domínguez    | 2751               | 0 | ½ | 0 | 0 | 0 | ½ | ½ | ½ | ½ | ½  | 0  | -  | 3    | 10       |

### Tashkent
Il torneo di Tashkent è stato disputato dal 21 ottobre al 2 novembre 2014. È stato di categoria XX (media Elo 2753).
| Pos.  | Giocatore              | Elo (ottobre 2014) | 1 | 2 | 3 | 4 | 5 | 6 | 7 | 8 | 9 | 10 | 11 | 12 | Tot. | Punti GP |
| ----- | ---------------------- | ------------------ | - | - | - | - | - | - | - | - | - | -- | -- | -- | ---- | -------- |
| 1     | Dmitrij Andrejkin      | 2722               | - | 1 | ½ | 1 | ½ | 1 | ½ | ½ | ½ | ½  | ½  | ½  | 7    | 170      |
| 2-3   | Şəhriyar Məmmədyarov   | 2764               | 0 | - | ½ | ½ | ½ | ½ | ½ | ½ | ½ | 1  | 1  | 1  | 6,5  | 125      |
| 2-3   | Hikaru Nakamura        | 2764               | ½ | ½ | - | 1 | ½ | ½ | ½ | ½ | ½ | ½  | ½  | 1  | 6,5  | 125      |
| 4-7   | Baadur Jobava          | 2717               | 0 | ½ | 0 | - | ½ | 1 | ½ | ½ | ½ | ½  | 1  | 1  | 6    | 75       |
| 4-7   | Maxime Vachier-Lagrave | 2757               | ½ | ½ | ½ | ½ | - | ½ | 1 | ½ | ½ | 0  | 1  | ½  | 6    | 75       |
| 4-7   | Sergej Karjakin        | 2767               | 0 | ½ | ½ | 0 | ½ | - | ½ | ½ | 1 | 1  | 1  | ½  | 6    | 75       |
| 4-7   | Fabiano Caruana        | 2844               | ½ | ½ | ½ | ½ | 0 | ½ | - | ½ | ½ | 1  | ½  | 1  | 6    | 75       |
| 8     | Teymur Rəcəbov         | 2726               | ½ | ½ | ½ | ½ | ½ | ½ | ½ | - | ½ | ½  | ½  | ½  | 5,5  | 50       |
| 9     | Anish Giri             | 2768               | ½ | ½ | ½ | ½ | ½ | 0 | ½ | ½ | - | ½  | ½  | ½  | 5    | 40       |
| 10    | Dmitrij Jakovenko      | 2747               | ½ | 0 | ½ | ½ | 1 | 0 | 0 | ½ | ½ | -  | ½  | ½  | 4,5  | 30       |
| 11-12 | Rustam Qosimdjonov     | 2706               | ½ | 0 | ½ | 0 | 0 | 0 | ½ | ½ | ½ | ½  | -  | ½  | 3,5  | 15       |
| 11-12 | Boris Gelfand          | 2748               | ½ | 0 | 0 | 0 | ½ | ½ | 0 | ½ | ½ | ½  | ½  | -  | 3,5  | 15       |

### Tbilisi
Il torneo di Tbilisi è stato disputato dal 15 al 27 febbraio 2015. È stato di categoria XIX (media Elo 2744).
| Pos. | Giocatore              | Elo (febbraio 2015) | 1 | 2 | 3 | 4 | 5 | 6 | 7 | 8 | 9 | 10 | 11 | 12 | Tot. | Punti GP |
| ---- | ---------------------- | ------------------- | - | - | - | - | - | - | - | - | - | -- | -- | -- | ---- | -------- |
| 1    | Evgenij Tomaševskij    | 2716                | - | ½ | ½ | 1 | ½ | ½ | 1 | 1 | 1 | 1  | ½  | ½  | 8    | 170      |
| 2    | Dmitrij Jakovenko      | 2733                | ½ | - | ½ | ½ | ½ | 0 | ½ | ½ | ½ | 0  | ½  | ½  | 6,5  | 140      |
| 3    | Teymur Rəcəbov         | 2731                | ½ | ½ | - | ½ | ½ | ½ | ½ | 1 | ½ | ½  | ½  | ½  | 6    | 110      |
| 4-7  | Rustam Qosimdjonov     | 2705                | 0 | ½ | ½ | - | ½ | ½ | 1 | 0 | ½ | ½  | 1  | ½  | 6    | 75       |
| 4-7  | Leinier Domínguez      | 2726                | ½ | ½ | ½ | ½ | - | ½ | ½ | ½ | ½ | 0  | ½  | 1  | 6    | 75       |
| 4-7  | Anish Giri             | 2797                | ½ | 0 | ½ | ½ | ½ | - | ½ | ½ | ½ | ½  | 1  | ½  | 6    | 75       |
| 4-7  | Şəhriyar Məmmədyarov   | 2759                | 0 | ½ | ½ | 0 | ½ | ½ | - | 1 | 1 | 0  | ½  | 1  | 6    | 75       |
| 8-10 | Aleksandr Griščuk      | 2810                | 0 | ½ | 0 | 1 | ½ | ½ | 0 | - | ½ | 1  | ½  | ½  | 5    | 40       |
| 8-10 | Maxime Vachier-Lagrave | 2775                | 0 | ½ | ½ | ½ | ½ | ½ | 0 | ½ | - | 1  | ½  | ½  | 5    | 40       |
| 8-10 | Baadur Jobava          | 2696                | 0 | 0 | ½ | ½ | 1 | ½ | 1 | 0 | 0 | -  | 1  | ½  | 5    | 40       |
| 11   | Pëtr Svidler           | 2739                | ½ | ½ | ½ | 0 | ½ | 0 | ½ | ½ | ½ | 0  | -  | 1  | 4,5  | 20       |
| 12   | Dmitrij Andrejkin      | 2737                | ½ | ½ | ½ | ½ | 0 | ½ | 0 | ½ | ½ | ½  | 0  | -  | 4    | 10       |

### Chanty-Mansijsk
Il torneo di Chanty-Mansijsk è stato disputato dal 14 al 26 maggio 2015. È stato di categoria XX (media Elo 2755).
| Pos. | Giocatore              | Elo (maggio 2015) | 1 | 2 | 3 | 4 | 5 | 6 | 7 | 8 | 9 | 10 | 11 | 12 | Tot. | Punti GP |
| ---- | ---------------------- | ----------------- | - | - | - | - | - | - | - | - | - | -- | -- | -- | ---- | -------- |
| 1    | Dmitrij Jakovenko      | 2738              | - | ½ | 1 | 0 | ½ | 0 | ½ | 1 | 1 | ½  | ½  | 1  | 6,5  | 140      |
| 1    | Hikaru Nakamura        | 2799              | ½ | - | ½ | ½ | ½ | ½ | ½ | ½ | ½ | ½  | 1  | 1  | 6,5  | 140      |
| 1    | Fabiano Caruana        | 2803              | 0 | ½ | - | ½ | ½ | ½ | 1 | ½ | ½ | 1  | ½  | 1  | 6,5  | 140      |
| 4-5  | Leinier Domínguez      | 2734              | 1 | ½ | ½ | - | ½ | 1 | ½ | ½ | ½ | ½  | 0  | ½  | 6    | 85       |
| 4-5  | Boris Gelfand          | 2744              | ½ | ½ | ½ | ½ | - | 1 | ½ | ½ | ½ | ½  | ½  | ½  | 6    | 85       |
| 6-9  | Pëtr Svidler           | 2734              | 1 | ½ | ½ | 0 | 0 | - | ½ | 1 | ½ | 0  | 1  | ½  | 5,5  | 55       |
| 6-9  | Aleksandr Griščuk      | 2780              | ½ | ½ | 0 | ½ | ½ | ½ | - | ½ | 1 | ½  | ½  | ½  | 5,5  | 55       |
| 6-9  | Anish Giri             | 2776              | 0 | ½ | ½ | ½ | ½ | 0 | ½ | - | ½ | 1  | 1  | ½  | 5,5  | 55       |
| 6-9  | Sergej Karjakin        | 2753              | 0 | ½ | ½ | ½ | ½ | ½ | 0 | ½ | - | 1  | ½  | 1  | 5,5  | 55       |
| 10   | Evgenij Tomaševskij    | 2749              | ½ | ½ | 0 | ½ | ½ | 1 | ½ | 0 | 0 | -  | 1  | ½  | 5    | 30       |
| 11   | Baadur Jobava          | 2699              | ½ | 0 | ½ | 1 | ½ | 0 | 0 | ½ | ½ | 0  | -  | ½  | 4    | 20       |
| 12   | Maxime Vachier-Lagrave | 2754              | 0 | 0 | 0 | ½ | ½ | ½ | ½ | ½ | 0 | ½  | ½  | -  | 3,5  | 10       |